# بلد وین
بلد وین (به عربی: بلد وین) یک منطقهٔ مسکونی در سومالی است که در Beledweyne District واقع شده‌است. بلد وین ۲۴ کیلومتر مربع مساحت و ۱۶۴٬۷۵۸ نفر جمعیت دارد.